# Гусинский сельский совет Харьковской области
Гусинский сельский совет — входит в состав Купянского района Харьковской области Украины.
Административный центр сельского совета находится в селе Гусинка.

## История
- 1923 — дата образования.

## Населённые пункты совета
- село Гусинка
- село Егоровка
- село Курочкино
- село Самборовка